# Corigliano d'Otranto
Corigliano d'Otranto es una localidad italiana de la provincia de Lecce, región de Puglia, con 5.840 habitantes.

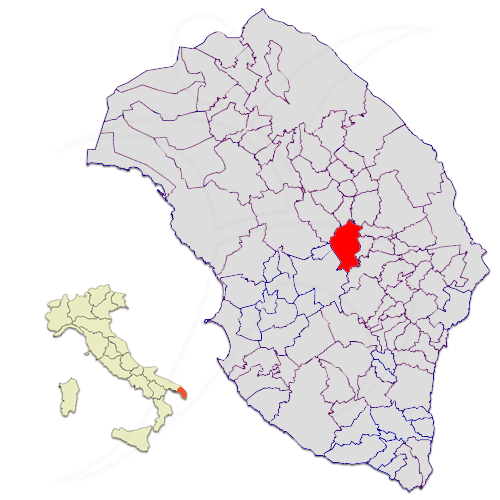
Ubicación de la ciudad de Corigliano d'Otranto dentro de la provincia de Lecce.

## Evolución demográfica
| Gráfica de evolución demográfica de Corigliano d'Otranto entre 1861 y 2001 |
|                                                                            |
| Fuente ISTAT - elaboración gráfica de Wikipedia                            |